# خانم مارکر کوچک (فیلم ۱۹۸۰)
خانم مارکر کوچک (انگلیسی: Little Miss Marker) فیلمی در ژانر کمدی-درام است که در سال ۱۹۸۰ منتشر شد.

## بازیگران
- جولی اندروز
- والتر ماتائو
- تونی کرتیس
- باب نیوهارت
- لی گرانت
- برایان دنهی
- کنت مک‌میلان
- جک مولانی